# Brachylaena
Brachylaena é um género botânico pertencente à família Asteraceae.

## Espécies
- Brachylaena calodendrum
- Brachylaena discolor DC.
- Brachylaena elliptica (Thunb.) DC.
- Brachylaena glabra (L.f.) Druce
- Brachylaena huillensis O. Hoffm.
- Brachylaena hutchinsii
- Brachylaena ilicifolia (Lam.) Phill. e Schweick.
- Brachylaena neriifolia (L.) R. Br.
- Brachylaena rotundata S. Moore
- Brachylaena uniflora Harv.